# La sfida degli implacabili
La sfida degli implacabili è un film western del 1965 diretto da Ignacio F. Iquino.

## Trama
Joe Dexter detto Nevada Joe è un pistolero che è finito in prigione per aver ucciso un uomo in un duello. Ma, i suoi nemici lo vogliono fare fuori appena quando uscirà, ma ne uscirà indenne.